# Soul progressive
Genres dérivés
Neo soul, RnB alternatif
La soul progressive (Progressive soul) (également appelé prog-soul, black prog, black rock, RnB progressif — aussi abrégé en R'n'B progressif, R&B progressif —) est un type de musique afro-américaine qui utilise une approche progressive.
Il s'est développé à la fin des années 1960 et au début des années 1970 grâce aux enregistrements de musiciens noirs innovants qui ont repoussé les limites structurelles et stylistiques de ces genres. Parmi leurs influences figuraient des formes musicales issues de la transformation de la musique rhythm and blues en rock, comme Motown, rock progressif, soul psychédélique et jazz fusion.

## Histoire

### Origines
Au milieu des années 1950, le rhythm and blues était en train de passer de ses origines de jazz basées sur le blues et le big band à des formes musicales qui seraient plus largement connues sous le nom de musique rock. Cette tendance a été accélérée par l'exposition de jeunes auditeurs et musiciens blancs à la musique afro-américaine jouée par des disc-jockeys ambitieux sur les stations de radio du nord des États-Unis. Cependant, en partie en réponse à la jalousie des artistes vétérans et aux préjugés en général, les actes d'enregistrement au début de l'ère du rock gravitaient généralement vers l'une des trois influences stylistiques dont le genre était principalement issu - R&B, country et pop. 
Au milieu des années 1960, plusieurs nouvelles formes musicales sont apparues qui ont diversifié le rock. Parmi eux se trouvait le son Motown de Motown Records, basé à Detroit, qui a sorti des productions plus raffinées et lisses distinctes des autres rocks à tendance R&B. L'universitaire de musique Bill Martin fait remonter les origines de la soul progressive à la Motown ainsi qu'à Ray Charles et James Brown, dont les enregistrements s'étendent au total dès les années 1950, tandis que l'écrivain de jazz Rob Backus cite un premier exemple dans The Impressions de 1964. chanson "Keep On Pushing".  Le rock progressif, un autre sous-genre émergent, a utilisé une gamme éclectique d'éléments tels que l'instrumentation exotique du classique et de la folk, ainsi que des concepts lyriques hautement développés composés à travers des œuvres de la longueur d'un album. Cette tendance a mis l'accent sur le format de l'album plutôt que sur le single et a atteint la culture grand public avec The Beatles l'album Sgt. Pepper's Lonely Hearts Club Band. Parallèlement, le rock psychédélique a utilisé des innovations électroniques avec un son plus dur principalement destiné à induire ou à améliorer la conscience de l'auditeur plutôt que pour la relaxation, la danse ou l'écoute analytique.

À la fin des années 1960, les frontières structurelles et stylistiques de la musique afro-américaine ont été repoussées par l'expérimentation psychédélique d'actes de rock noir comme Jimi Hendrix, Arthur Lee, Love et The Chamber Brothers. Le trompettiste et chef d'orchestre de jazz Miles Davis a également eu un impact avec ses expériences de fusion de grande envergure, qui incorporaient des éléments de rock, d'électronique, d'avant-garde et de musique orientale. Comme pour le folk rock au début de la décennie, le jazz fusion était une autre sous-forme émergente pour concéder des influences rock dans un genre parent qui était autrement exclusif à une élite culturelle. Ces événements ont inspiré une plus grande sophistication musicale et une plus grande diversité d'influences, un lyrisme ambitieux et des approches conceptuelles axées sur l'album dans la musique populaire noire, conduisant au développement de la soul progressive.